# Guéguen Point
Der Guéguen Point (französisch Pointe Guéguen) ist eine Landspitze, die das südliche Ende der Krogmanninsel im Wilhelm-Archipel westlich der Antarktischen Halbinsel bildet.
Teilnehmer der Vierten Französischen Antarktisexpedition (1903–1905) kartierten die Landspitze als Erste. Der Expeditionsleiter und Polarforscher Jean-Baptiste Charcot benannte sie nach Jacques Guéguen (1875–1954), der bei dieser Expedition der Mannschaft auf der Français und ebenso derjenigen auf der Pourquoi-Pas ? bei Charcots anschließender Forschungsreise (1908–1910) angehört hatte. Das UK Antarctic Place-Names Committee überführte 1959 die französische Benennung ins Englische.